# Misinto
Misinto är en ort och kommun i provinsen Monza e Brianza i regionen Lombardiet i Italien. Kommunen hade 5 597 invånare (2018).